# Dover Publications

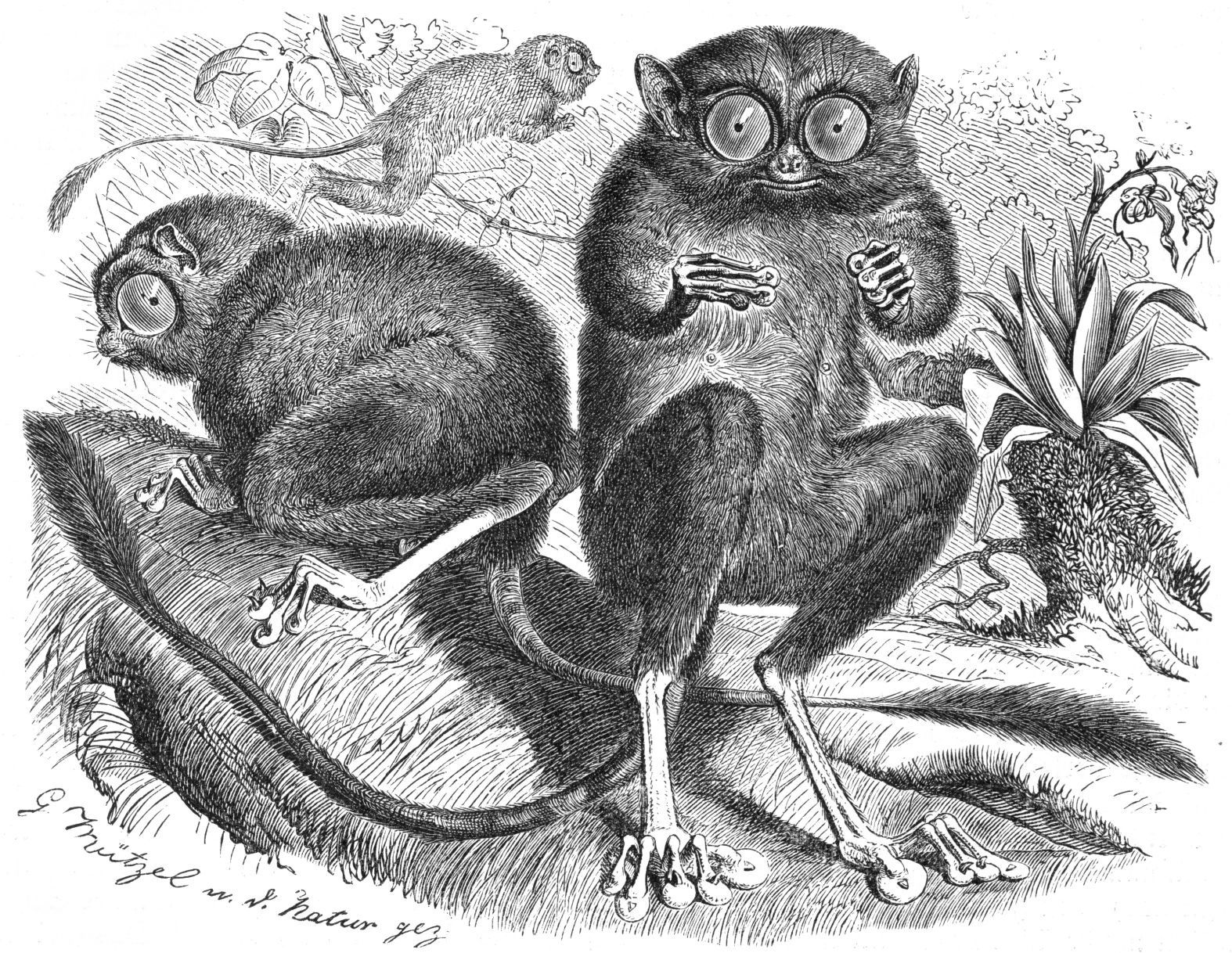
Een prent uit het 19e-eeuwse Brehms Tierleben, heruitgegeven door Dover.

Dover Publications is een Amerikaanse uitgeverij die werd opgericht in 1941 door Hayward Cirker en zijn vrouw Blanche. Dover is gevestigd in Mineola (New York). Dover publiceert voornamelijk heruitgaven, boeken die niet langer worden gepubliceerd door hun oorspronkelijke uitgevers. Veel van deze boeken zijn van bijzonder historisch belang of schaars en zijn dus duur in de oorspronkelijke drukken.
Dover is bekend om de heruitgaven van klassieke literatuur, klassieke bladmuziek en van copyright-vrije afbeeldingen uit de 18e en 19e eeuw. Dover publiceert ook een uitgebreide collectie van wiskundige, wetenschappelijke en technische teksten evenals talrijke boeken uit de geschiedenis van de wetenschap of de geschiedenis van meubeldesign en houtwerken. 
De meeste Dover-herdrukken zijn facsimiles door middel van het fotograferen van de originelen, met behoud van de oorspronkelijke paginering, soms met een nieuwe inleiding. Dover zal meestal een nieuw en meer kleurrijk omslag geven aan haar edities. Ze geven ook een aantal boeken een andere titel om ze meer in overeenstemming te brengen met moderne gebruiken. Zo werd het boek Woodward's National Architect herdoopt door Dover als A Victorian Housebuilder's Guide.  
De Cirkers begonnen het bedrijf als een postorder-firma. Een van de bestsellers van Dover was Albert Einsteins The Principle of Relativity. 
In het midden van de jaren zestig begon Dover Publications ook grammofoonplaten met klassieke muziek uit te geven. Sommige van die platen, zoals Schubert-opnames door pianist Friedrich Wührer, waren heruitgaven van platen uitgekomen op andere labels. Onder de originele, nieuwe releases waren platen van pianist Beveridge Webster. Dit uitstapje in de muziek was echter niet zo succesvol en Dover Publications stopte er dan ook op een gegeven moment mee.
Hayward Cirker stierf in 2000 op de leeftijd van 82 jaar. In hetzelfde jaar werd Dover Publications overgenomen door Courier Corporation (NASDAQ: CRRC).